# Apologetik
Apologetik är verksamheten där man argumenterar för något, ger skäl för, och med ord och argument försvarar något (från grekiska ἀπολογία, "försvarstal"). Vanligen är det en lära eller teori man argumenterar för, men det kan också vara sin egen personliga livsföring. Mest känd av de senare är Sokrates försvarstal (Ἀπολογία Σωκράτους, Apología Sokrátous).
Oftast syftar apologetik på argument för kristendomen.

## Kristen apologetik
Se även Gudsbevis, som är en del av den kristna apologetiken.
Mest används begreppet inom kristen teologi och religionsfilosofi. Kristen apologetik argumenterar för att den kristna världsbilden, etiken och gudstjänstformen skulle vara att föredra jämfört med alternativa världsbilder, livsnormer och kulter, såväl materialistiska som religiösa. Kristendomen är utifrån Jesu uppmaning (Matt 28:18-20) en missionerande religion, som har intresse av att vinna människor för sin egen förståelse av verkligheten, i mötet med de olika kulturer den stöter på genom historien och över världen.
Det finns naturligtvis även argument mot kristen tro, men de räknas inte till apologetiken. Argument både för (apologetik) och emot kristen tro behandlas inom ämnet religionsfilosofi.

### Typer av argument
Här följer några av de vanligaste exemplen på argument för kristen tro.

#### Sanningsteori
- Objektiv sanning

Kristen apologetik argumenterar ofta för att det finns en objektiv sanning inom religionens område, och mot religiös relativism som hävdar motsatsen. (Liknande tankar fanns hos Jesus: Joh 8:32; 18:37-38.) Ett klassiskt argument är att påståendet "Det finns ingen objektiv sanning" är självupphävande, det vill säga påståendet hävdar att inte heller påståendet självt är objektivt sant. Det finns även kristna relativister, men de är vanligen inte lika intresserade av apologetik, eftersom de inte tror att det finns någon objektiv sanning att argumentera för.

#### A priori-argument
A priori-argument är rent filosofiska argument, som är oberoende av sinneserfarenhet.
- Ontologiska gudsbeviset

Argumentet argumenterar för Guds existens enbart utifrån begreppet "Gud".

#### A posteriori-argument
A posteriori-argument som utgår ifrån universums existens och egenskaper.
Dessa argument utgår ifrån den värld alla kan observera. Dessa argument är därför oberoende av Bibeln eller kristen erfarenhet.
- Kosmologiska argument

Det finns en lång rad olika kosmologiska argument. De utgår från universums existens och egenskaper. Det som existerar är dels rum-tid och materia-energi; dels liv, medvetande, vilja, känslor och tankar. Argumenten söker den bästa förklaringen till att allt detta existerar.
- Argumenten brukar hävda att världen bör ha en begynnelse snarare än att den är evig. Och om den har en begynnelse bör den även ha en orsak. Något som orsakat hela världens uppkomst bör vara mycket mäktigt. Orsaken bör inte själv vara en del av rum-tiden, utan bör vara evig och allestädes närvarande. Orsaken bör inte heller vara en del av materia-energin, utan bör därför vara andlig.
- Orsaken bör vidare kunna förklara existensen av liv, medvetande, vilja, känslor och tankar. Detta förklaras bäst om orsaken också är en levande person.
- Alla dessa egenskaper tillskriver Bibeln Gud. (Argumentet används i Bibeln: Ps 19:2; Rom 1:19-20)
- Moraliskt argument

Det moraliska argumentet utgår ifrån att de flesta människor har en upplevelse av att det finns en objektiv moral. Argumentet utgår ifrån att denna upplevelse är riktig och argumenterar för att det därför bör finnas en universell laggivare som är grund för de upplevda moraliska förpliktelserna.

#### Argument som utgår ifrån Bibeln
Denna typ av argument utgår ifrån utsagorna i Bibeln och söker argumentera för dem.
- Jesu uppståndelse

Jesus säger att hans uppståndelse är det viktigaste "tecknet" på att han är den utlovade Messias (Matt 12:38-40). Kristen apologetik utgår gärna från vittnesbörden om Jesu uppståndelse och argumenterar för att de är trovärdiga: Vad skulle lärjungarna ha för skäl att ljuga om detta? Varför var de beredda att dö för detta vittnesbörd, om det inte var sant? och så vidare. Om Jesus verkligen uppstått från de döda, måste han vara speciell, kanske rent av den han påstod sig vara - Guds Son. Och i så fall bygger hans undervisning på övernaturlig kunskap och är tillförlitlig, lyder resonemanget. (Argumentet används av Jesus: Joh 20:27; och hans lärjungar: Apg 2:14-32; 1 Kor 15)
- Profetiornas uppfyllelse

Gamla testamentet förutsäger en kommande Messias. I Nya testamentet beskriver författarna att många sådana förutsägelser uppfylls i och med Jesus. Om detta är sant, visar det på att Bibeln är inspirerad av någon som har ett förutvetande och/eller makt att styra historien. (Argumentet användes av Jesus: Luk 24:25-27; och lärjungarna: Apg 17:10-11)
- Ondskans problem eller Teodicéproblemet.

Ett vanligt motargument mot kristen tro är att det finns ondska i världen - men hur kan det finnas något ont i världen om Gud är både god och allsmäktig? Kristen apologetik försöker bemöta detta argument, ofta genom att argumentera för att det onda är tillfälligt och tjänar Guds långsiktiga syften. (Frågan behandlas av Jesus: Matt 13:24-30; och i Jobs bok.)
- Skapelse-evolution.

Ett annat område som kristen apologetik arbetar med är förhållandet mellan modern kosmogoni (big bang-teorin, teorier om livets uppkomst och evolutionsteorin) samt Bibelns skapelseberättelse. Lösningarna spänner mellan styrd evolution och sex-dagars-kreationism. (Redan på Bibelns tid fanns brottningen mellan tron på en skapare och den tidens föreställningar om livets uppkomst genom självalstring: Hebr 11:3.)
- Historisk förankring - Jämförelse med andra religioner

Andra religioner och filosofier bygger ofta på urgamla berättelser utan upphovsman, eller på enskilda personers uppenbarelser eller andliga insikter. Detta gör dem mycket svåra att granska. Den kristna tron bygger däremot på uppenbarelser och under som bevittnats av en lång rad personer genom historien, inte minst av Jesu lärjungar, och som därför i högre grad är tillgängliga för just granskning och argumentation.

#### Argument som stödjer Bibeln
Många olika argument och vetenskaper används för att försöka belysa Bibelns trovärdighet. Nedanstående vetenskaper är i sig neutrala, men kan användas för apologetiska syften:
- Bibelvetenskap

Bibelvetenskapen studerar Bibelns uppkomst och trovärdighet, de enskilda skrifterna och kanonbildningen.
- Paleografi

Paleografi är läran om handskrifter och deras datering.
- Arkeologi

Genom arkeologi söker kristen apologetik stödja att de miljöer Bibeln beskriver är historiska. De enskilda händelserna har dock sällan lämnat tillräckliga spår för den arkeologiska metoden. Ett av undantagen är den mycket studerade och omdiskuterade Svepeduken i Turin som eventuellt kan vara Jesu svepning i graven.

#### Argument som utgår ifrån den kristna kyrkans existens
- Kyrkans existens

Hur uppstod den kristna Kyrkan, efter Jesu död, ur en liten grupp lärjungar som just förlorat sitt hopp om att Jesus var den utlovade Messias? Apologetiken argumenterar för att Jesu uppståndelse gav deras tro förnyad aktualitet och engagemang.
- Under

Apologetiken försöker belägga under i historia och nutid och argumentera för att de är orsakade av Gud. (Argumentet användes av Jesus: Luk 7:18-22.) Ett exempel på detta är den kommission inom Katolska kyrkan som granskar under som personer upplever har ägt rum på den franska vallfartsorten Lourdes.
- Pragmatiskt argument

Detta argument hävdar att den kristna tron är gynnsam för samhället och den enskilde.

#### Argument som utgår från personlig erfarenhet
- Personliga erfarenheter

Denna typ av argument utgår ifrån den enskildes personliga erfarenheter. Det kan handla om erfarenheter av under efter bön, visioner av Jesus eller helgon, eller upplevelser av Guds närhet. (Argumentet användes av Jesus: Luk 7:18-22; Joh 20:27.) Dessa argument är ofta kunskapsteoretiskt svaga, eftersom man utan kontrollgrupp har svårt att fastställa orsak till upplevelsen, men de kan ändå ha stor betydelse för den enskilde.
- Den Helige Andes vittnesbörd

Bibeln säger att tron ges av den Helige Ande (1 Tess 1:5). Tron i sig själv kan därför framföras som ett argument. (Ett liknande argument användes av Jesus: Joh 7:17.)

### Exempel på kristna apologeter
Under 100-talet fanns en grupp kyrkofäder som kallades apologeterna. Exempel på dessa är Justinus Martyren, Theophilos av Antiochia och Tertullianus.
Andra viktiga apologeter från fornkyrkan är Irenaeus av Lyon och Augustinus.
Under medeltiden finns exempelvis Thomas av Aquino, och Anselm av Canterbury och under 1600-talet René Descartes och Blaise Pascal.
I modern tid kan nämnas C.S. Lewis, William Lane Craig, Lee Strobel, Alvin Plantinga och Stefan Gustavsson.